# Josip Eskinja
Josip Eskinja (* 10. Dezember 1998 in Graz) ist ein österreichischer Fußballspieler.

## Karriere
Eskinja begann seine Karriere beim FC Gratkorn. Zur Saison 2009/10 wechselte er in die Jugend des Grazer AK. Zur Saison 2013/14 kehrte er wieder in die Jugend von Gratkorn zurück. In der Saison 2013/14 kam er auch einmal für die zweite Mannschaft von Gratkorn in der fünftklassigen Oberliga zum Einsatz, aus der das Team aber abstieg. In der Saison 2014/15 spielte er dann einmal für Gratkorn II in der Unterliga, im Juni 2015 absolvierte er sein erstes und einziges Spiel für die erste Mannschaft Gratkorns in der Landesliga. Beide Teams stiegen allerdings ab.
Zur Saison 2015/16 wechselte Eskinja daraufhin zum Regionalligisten SV Allerheiligen. Für Allerheiligen kam er in ein seiner ersten Spielzeit zu neun Einsätzen in der Regionalliga, primär kam er für die Reserve der Steirer in der Gebietsliga zum Zug. In der Saison 2016/17 absolvierte er bis zur Winterpause weitere neun Regionalligaspiele.
Im Jänner 2017 wechselte Eskinja zum viertklassigen TuS Heiligenkreuz/Waasen. Für Heiligenkreuz kam er in einem Jahr beim Team zu 21 Landesligaeinsätzen. In der Winterpause 2017/18 verließ er Heiligenkreuz. Nach einem Halbjahr ohne Klub kehrte der Mittelfeldspieler zur Saison 2018/19 zu Regionalligisten Allerheiligen zurück. In den folgenden drei Spielzeiten kam er zu 55 weiteren Regionalligaeinsätzen für das Team.
Zur Saison 2021/22 wechselte Eskinja wieder in die steirische Landesliga, diesmal zum DSV Leoben. Für die Donawitzer kam er in 29 Landesligapartien zum Einsatz, nur ein Spiel verpasste er gesperrt. Mit Leoben stieg er zu Saisonende in die Regionalliga auf. In der dritthöchsten Spielklasse verpasste er ebenfalls nur eine Partie gesperrt und kam zu 29 Saisoneinsätzen, mit dem DSV schaffte er als Meister den Durchmarsch in die 2. Liga. Sein Debüt in der 2. Liga gab er im August 2023, als er am zweiten Spieltag der Saison 2023/24 gegen den SV Stripfing in der 80. Minute für Matija Horvat eingewechselt wurde. Nach rund dreieinhalb Jahren verließ er den finanziell schwer angeschlagenen Klub, der kurz darauf Konkurs anmelden musste, zum kroatischen Drittligisten NK Jadran Luka Ploče. Für Jadran spielte er 13 Mal in der dritthöchsten Spielklasse.
Zur Saison 2025/26 kehrte Eskinja nach Österreich zurück und wechselte zu Zweitligist FC Hertha Wels, bei dem er einen bis 2026 laufenden Vertrag erhielt.

## Persönliches
Sein Bruder Gabriel (* 2003) ist ebenfalls Fußballspieler.
Die beiden sind Söhne des ehemaligen kroatischen Fußballspielers und aktuellen -trainers Zoran Eškinja (* 1967). Ihr Cousin Hamza Mikara (* 1997) war ebenfalls Fußballspieler, brachte es jedoch nicht über die steirische Landesliga hinaus.